# Зуев, Юрий Александрович
Юрий Александрович Зуев (род. 15 мая 1962) — советский и российский хоккеист, защитник. Российский тренер.

## Биография
С 12 лет — в спортивной школе новокузнецого «Металлурга». В конце 1970-х годов по приглашению Виктора Коноваленко перешёл в «Торпедо» Горький. Отыграв год, вернулся в «Металлург», за который в сезоне 1979/80 дебютировал во второй лиге. Армейскую службу проходил, выступая за команду СКА Новосибирск (1980/81 — 1981/82). В 1982 году по приглашению Бориса Кулагина перешёл в московский «Спартак». После начала следующего сезона стал выступать за клуб первой лиги «Автомобилист» Свердловск, в конце сезона вернулся в «Спартак». В сезонах 1984/85 — 1990/91 играл за «Металлург». Сезон 1991/92 провёл в польском клубе «Напшуд Янув», затем вновь вернулся в «Металлург», ставший выступать в МХЛ. Концовку сезона 1994/95 отыграл в клубе из Финляндии «Спорт» Вааса. После сезона 1996/97 решил завершить карьеру игрока, но из-за нехватки защитников в «Металлурге» перед переходным турниром в следующем сезоне вернулся на лёд. Окончательно завершил карьеру в 2001 году.
Работал главным тренером в «Шахтёре» Прокопьевск (2002—2003). Затем — тренер в школе «Металлурга».